# Communauté de communes du Limouxin (vor 2017)
Die Communauté de communes du Limouxin (vor 2017) ist ein ehemaliger französischer Gemeindeverband mit der Rechtsform einer Communauté de communes im Département Aude in der Region Okzitanien. Sie wurde am 30. Mai 2013 gegründet und umfasste 54 Gemeinden. Der Verwaltungssitz befand sich im Ort Limoux.

## Historische Entwicklung
Der Gemeindeverband entstand 2014 durch die Fusion der Vorgängerorganisationen Communauté de communes du Limouxin et du Saint-Hilairois, Communauté de communes du Coteaux de Razès und Communauté de communes du Razès Malpère.
Mit Wirkung vom 1. Januar 2017 fusionierte der Gemeindeverband mit der Communauté de communes du Pays de Couiza und bildete so die Nachfolgeorganisation Communauté de communes du Limouxin. Trotz der Namensgleichheit mit der Vorgängerorganisation handelt es sich um eine Neugründung mit anderer Rechtspersönlichkeit.

## Ehemalige Mitgliedsgemeinden
1. Ajac
2. Alaigne
3. Alet-les-Bains
4. Belcastel-et-Buc
5. Bellegarde-du-Razès
6. Belvèze-du-Razès
7. La Bezole
8. Bouriège
9. Bourigeole
10. Brugairolles
11. Cailhau
12. Cailhavel
13. Cambieure
14. Castelreng
15. Caunette-sur-Lauquet
16. Cépie
17. Clermont-sur-Lauquet
18. Cournanel
19. La Courtète
20. La Digne-d’Amont
21. La Digne-d’Aval
22. Donazac
23. Escueillens-et-Saint-Just-de-Bélengard
24. Gaja-et-Villedieu
25. Gardie
26. Gramazie
27. Greffeil
28. Ladern-sur-Lauquet
29. Lauraguel
30. Lignairolles
31. Limoux
32. Loupia
33. Magrie
34. Malras
35. Malviès
36. Mazerolles-du-Razès
37. Montgradail
38. Monthaut
39. Pauligne
40. Pieusse
41. Pomas
42. Pomy
43. Routier
44. Saint-Couat-du-Razès
45. Saint-Hilaire
46. Saint-Martin-de-Villereglan
47. Saint-Polycarpe
48. Seignalens
49. Tourreilles
50. Villardebelle
51. Villar-Saint-Anselme
52. Villarzel-du-Razès
53. Villebazy
54. Villelongue-d’Aude